# 제주대학교 교육대학원
제주대학교 교육대학원(濟州大學校 敎育大學院, Jeju National University Graduate School of Education)은 제주특별자치도 제주시에 위치한 특수대학원으로, 제주대학교의 교육학 등 유관 학문 석사 양성 기관이다.

## 연혁
- 1978년 12월 30일 제주대학 교육대학원 설립
- 1979년 3월 1일 개원
- 1982년 3월 1일 제주대학교 교육대학원으로 원명 변경
- 2009년 3월 1일 제주교육대학교 교육대학원과 통합

## 교육편제
다음은 2019년 기준, 제주대학교 교육대학원의 석사 학위 과정 일람이다.
- 교육학과
- 초등교육학과

## 같이 보기
- 제주대학교
- 제주대학교 교육대학